# Троицкая епархия
Тро́ицкая епа́рхия — епархия Русской православной церкви, объединяющая приходы и монастыри в средней части Челябинской области (в границах Варненского, Еткульского, Октябрьского, Пластовского, Троицкого, Увельского, Уйского и Чесменского районов). Входит в состав Челябинской митрополии.

## История
Троицкое викариатство было закрыто 27 апреля 1928 года определением Временного патриаршего Священного синода с целью «лучшей постановки дел в епархии и для объединения её», предполагалось «сосредоточить управление в руках одного епископа». Епископ Троицкий Антоний (Миловидов) был переведён на Бугульминское викариатство в Самарской епархии. Епископу Челябинскому Назарию (Андрееву) присваивался титул «Челябинский и Троицкий» с правом, «по усмотрению местной пользы, проживать в Троицке, но с обязательством посещать Челябинск для служения, по крайней мере, один раз в месяц».
Самостоятельная Троицкая епархия образована решением Священного синода Русской православной церкви от 26 июля 2012 года с включением её в состав новообразованной Челябинской митрополии.

## Епископы
Троицкое викариатство
- апрель — июль 1925 — Николай (Амассийский)
- июль 1925 — не позднее апреля 1926 — Дионисий (Прозоровский)
- 23 декабря 1927 — 27 апреля 1928 — Антоний (Миловидов)
- 1929—1931 — Симеон (Михайлов) в/у, епископ Златоустовский
- с 11 августа по конец 1931 года — Мелхиседек (Аверченко) от назначения отказался

Троицкая епархия
- 26 июля 2012 — 16 марта 2014 — Феофан (Ашурков) в/у, митрополит Челябинский
- 16 марта 2014 — 28 декабря 2018 — Григорий (Петров)
- 28 марта 2018 — 4 апреля 2019 — Григорий (Петров) в/у, митрополит Челябинский
- 4 апреля 2019 — 26 декабря 2019 — Пармен (Щипелев)
- 26 декабря 2019 — 15 апреля 2021 — Григорий (Петров) в/у, митрополит Челябинский
- 15 апреля 2021 ― 10 марта 2024 Алексий (Орлов) в/у, митрополит Челябинский
- с 10 марта 2024 — Павел (Кривоногов)

## Благочиния
Епархия была разделена на 6 церковных округов:
- Варненское благочиние — Варненский районы (благочинный — иерей Стефан Андрейко);
- Еманжелинское благочиние — Еманжелинский и Еткульский районы (благочинный — протоиерей Николай Трофимов);
- Пластовско-Чесменское благочиние — Пластовский и Чесменский районы (благочинный — иерей Борис Кривенков);
- Троицкое благочиние — город Троицк, Троицкий и Октябрьский районы (благочинный — иерей Игорь Фокин);
- Уйское благочиние — Уйский район (благочинный — протоиерей Павел Бельский);
- Южноуральское благочиние — город Южноуральск и Увельский район (благочинный — протоиерей Сергий Мелехин).

Благочиннические округа
По состоянию на октябрь 2022 года:
- Варненский
- Еманжелинский
- Пластовский
- Троицкий
- Уйский
- Чесменский
- Южноуральский

## Монастыри
- Свято-Казанский женский монастырь в Троицке (настоятельница — игуменья Анания (Постникова)
- Свято-Николаевский мужской монастырь в деревне Кадымцево (настоятель — игумен Амвросий (Лутовинов)